# Nemocnice Boskovice
Nemocnice Boskovice je zdravotnické zařízení v Boskovicích v okrese Blansko. Sídlí v ulici Otakara Kubína a disponuje 272 lůžky. Nemocnice funguje jako společnost s ručením omezeným, která patří městu Boskovice.

## Historie
O stavbě okresní nemocnice v Boskovicích se uvažovalo již za první republiky, v roce 1939 bylo vybráno její umístění v lokalitě Čížovky na východní straně města. K realizaci však nedošlo, po druhé světové válce byla zvolena lokalita Rovná západně od města a roku 1947 zde byly zahájeny první práce. O rok později došlo k zastavení stavby, neboť projekt boskovické nemocnice nebyl ministerstvy zařazen do pětiletého plánu. Navíc bylo místo shledáno jako nevhodné kvůli své velké vzdálenosti od města. Proto byly roku 1951 zahájeny projekční práce na komplexu nemocnice u silnice směrem na Mladkov. Její stavba byla zahájena v roce 1954, ke slavnostnímu otevření došlo roku 1958. V roce 1992 získalo do té doby státní nemocnici město Boskovice, které pro její provozování zřídilo příspěvkovou společnost. Roku 1995 pronajalo město nemocnici soukromé společnosti Brumeda (později IN Boskovice), která ji provozovala do roku 2006. Tehdy skončila v konkursu a nemocnici začala provozovat nově založená městská společnost Nemocnice Boskovice.